# Södermanlands runinskrifter 161
Runinskrift Sö 161 är ristad på en runsten som nu står vid gården Täckhammar i Bärbo socken och Nyköpings kommun. Den står mellan två av gårdens bostadshus. Totalt tre små runstenar står här vid gårdens gårdsplan. De två andra är Sö 162 och Sö 163.

## Stenen
Stenen kommer ursprungligen från Råby-Rönö kyrka i Råby-Rönö, där den hittades vid en restaurering 1810 inmurad tillsammans med de andra två i kyrkans ena vägg. Enligt en annan uppgift har de även legat som trappstenar i kyrkogårdsmuren.

## Inskriften
Nusvenska: ...reste stenen efter Torer, sin broder, skeppsförare god.

### Fotnoter
1. ↑  Runstenar i Södermanland, red. Ingegerd Wachtmeister, Södermanlands museum, 1984, ISBN 91-85066-52-4